# Янг, Тамера
Тамера Янг (англ. Tamera Young; родилась 30 октября 1986 года в Уилмингтоне, штат Северная Каролина, США) — американская профессиональная баскетболистка, выступавшая в женской национальной баскетбольной ассоциации. Была выбрана на драфте ВНБА 2008 года в первом раунде под восьмым номером клубом «Атланта Дрим». Играла на позиции лёгкого форварда.

## Ранние годы
Тамера родилась 30 октября 1986 года в городе Уилмингтон (Северная Каролина) в семье Грега Янга и Линды Николс, у неё есть старший брат, Эй Джей, и две старшие сестры, Никия и Валери, училась она там же в средней школе имени Эмсли Лэйни, в своё время её посещал и Майкл Джордан, в которой играла за местную баскетбольную команду.